# Damalis vitalisi
Damalis vitalisi är en tvåvingeart som först beskrevs av Frey 1934.  Damalis vitalisi ingår i släktet Damalis och familjen rovflugor.
Artens utbredningsområde är Laos. Inga underarter finns listade i Catalogue of Life.